# Albioriks (księżyc)
Albioriks (Saturn XXVI) – naturalny satelita Saturna, odkryty przez M.J. Holmana i T.B. Spahra w 2000 roku za pomocą teleskopu w Obserwatorium Whipple’a w Arizonie. Jego nazwa pochodzi z mitologii celtyckiej, od jednego z głównych bogów galijskich – Albioriksa, utożsamianego z rzymskim Marsem.

## Charakterystyka
Albioriks jest największym księżycem z grupy galijskiej księżyców nieregularnych, krąży po nachylonej orbicie o dużym mimośrodzie. Jego powierzchnia ma dwie różne barwy – czerwonawą, podobną do Erriapusa i Tarvosa, oraz obszar mniej czerwony. Podobieństwo orbit może wskazywać, że oba księżyce są fragmentami Albioriksa, wybitymi przez uderzenie, które utworzyło duży krater.
Jest on prawdopodobnie przechwyconą przez pole grawitacyjne Saturna planetoidą.